# Sonerila insignis
Sonerila insignis är en tvåhjärtbladig växtart som beskrevs av Carl Ludwig von Blume. Sonerila insignis ingår i släktet Sonerila och familjen Melastomataceae. Inga underarter finns listade i Catalogue of Life.